# と

En la escritura japonesa, los caracteres silábicos (o, con más propiedad, moraicos) と (hiragana) y ト (katakana) ocupan el 20º lugar en el sistema moderno de ordenación alfabética gojūon (五十音), entre て y な; y el séptimo en el poema iroha, entre へ y ち. En la tabla a la derecha, que sigue el orden gojūon (por columnas, y de derecha a izquierda), se encuentra en la cuarta columna (た行, "columna TA") y la quinta fila (お段, "fila O").
Tanto と como ト provienen del kanji 止. Existe una versión hentaigana de と, , que proviene del kanji 登.

Pueden llevar el signo diacrítico dakuten: ど, ド.

## Romanización
Según los sistemas de romanización Hepburn, Kunrei-shiki y Nihon-shiki:
- と, ト se romanizan como "to".
- ど, ド se romanizan como "do".

## Escritura
| Escritura de と | Escritura de ト |

El carácter と se escribe con dos trazos:
1. Trazo diagonal hacia abajo a la derecha, aunque más vertical que horizontal.
2. Trazo similar a una C aplastada a la izquierda, situado debajo del primer trazo pero tocándolo.

El carácter ト se escribe con dos trazos:
1. Trazo vertical.
2. Trazo diagonal hacia abajo a la derecha que parte de la parte media del primer trazo.

Los caracteres ト y ド pueden ir acompañados de la versión pequeña del carácter ウ (ゥ) para formar las sílabas tu, du para la transcripción de palabras prestadas de otros idiomas.

## Otras representaciones
- Sistema Braille:
| －● ●● ●－ |
- Alfabeto fonético: 「東京のト」 ("el to de Tokio")
- Código Morse: ・・－・・

- Datos: Q40655
- Multimedia: と / Q40655